# Katsuko Itō
Katsuko Itō (伊藤 かつ子, Itō Katsuko) (8 octobre 1890 - 29 mai 1982), mariée Tōjō (東條), fut l'épouse de Hideki Tōjō, ministre durant la Seconde Guerre mondiale qui fut jugé et condamné à mort pour crimes de guerre par le Tribunal militaire international pour l'Extrême-Orient dit Tribunal de Tokyo et exécuté en 1948.